# 雨山町
雨山町（あめやまちょう）は愛知県岡崎市の町名。丁番を持たない単独町名であり、41の小字が設置されている。

## 地理
岡崎市東部に位置し、額田地区に属する。雨山川が三和湖から北流したのち西流する。住宅地は河川沿岸に形成され、その他は森林・農地として利用されている。町域内に小字が置かれるが丁番は持たない。

### 河川
- 雨山川

### 湖沼
- 三和湖（雨山ダム）

### 字
| - 字入ノコ沢（いりのこさわ） - 字大沢（おおさわ） - 字大ゾレ（おおぞれ） - 字皆津（かいつ） - 字カウレ（かうれ） - 字川原（かわら） - 字栗タワ（くりたわ） - 字越タワ道東（こえたわみちひがし） - 字コブイチ（こぶいち） - 字桜田（さくらだ） - 字下仲村（しもなかむら） - 字シャウシ渕（しゃうしふち） - 字勝負田（しょうぶでん） - 字竹ノ下（たけのした） - 字ツノジ（つのじ） - 字寺ケ入（てらがいり） - 字堂皆津（どうがいつ） - 字トドロキ（とどろき） - 字長崎（ながさき） - 字長沢入日面（ながさわいりひめん） - 字長沢田（ながさわだ） | - 字仲田（なかだ） - 字仲沢（なかんさわ） - 字西アチワ（にしあちわ） - 字西ノ向（にしのむかい） - 字入道沢（にゅうどうざわ） - 字八子（はね） - 字バラン沢（ばらんさわ） - 字東アチワ（ひがしあちわ） - 字東皆津（ひがしかいつ） - 字ヒガン田（ひがんだ） - 字日面（ひめん） - 字仏供田（ぶつくでん） - 字マコモ（まこも） - 字宮ノ入（みやのいり） - 字麦沢日影（むぎさわひかげ） - 字麦沢日向（むぎさわひむき） - 字モミ沢（もみさわ） - 字山本（やまもと） - 字ヨシバ（よしば） - 字ワセ田（わせだ） |

## 世帯数と人口
2019年（令和元年）5月1日現在の世帯数と人口は以下の通りである。
| 町丁   | 世帯数 | 人口 |
| ------ | ------ | ---- |
| 雨山町 | 28世帯 | 70人 |

### 人口の変遷
国勢調査による人口の推移
| 2010年（平成22年） | 88人 | [ 6 ] |  |
| 2015年（平成27年） | 80人 | [ 7 ] |  |

## 小・中学校の学区
市立小・中学校に通う場合、学区は以下の通りとなる。
| 番・番地等 | 小学校             | 中学校             |
| ---------- | ------------------ | ------------------ |
| 全域       | 岡崎市立宮崎小学校 | 岡崎市立額田中学校 |

## 歴史
額田郡雨山村を前身とする。

### 沿革
- 2006年（平成18年）1月1日 - 岡崎市へ編入し、同市雨山町となる[1]。

### 史跡
- 雨山遺跡（縄文時代）[9]
- 雨山砦跡及び雨山合戦地：岡崎市指定史跡[10][11]
- 菅沼定村墓

## 交通
道路
- 愛知県道382号足山田大代線

乗合タクシー
- 岡崎市乗合タクシー
  - 宮崎地区線（のってこバス）

## 施設
- 雨山公民館
- 雨山ダム
- 熱田神社
- 菩提寺

## その他

### 日本郵便
- 郵便番号 : 444-3603[4]（集配局：額田郵便局[12]）。

## 参考資料
- 「角川日本地名大辞典」編纂委員会 編『角川日本地名大辞典 23 愛知県』角川書店、1989年3月8日。ISBN 4-04-001230-5。
- 有限会社平凡社地方資料センター 編『日本歴史地名体系第23巻 愛知県の地名』平凡社、1981年。ISBN 4-582-49023-9。